# Mähdrescherwerk Bischofswerda/Singwitz
Der VEB Fortschritt Mähdrescherwerk Bischofswerda/Singwitz gehörte zu den Großbetrieben im Landmaschinenbau der DDR.

## Geschichte
Das Mähdrescherwerk Bischofswerda/Singwitz ist 1984 durch den Zusammenschluss der beiden Fortschritt-Betriebe „Erntemaschinen Bischofswerda“ und „Erntemaschinen Singwitz“ entstanden. Beide Betriebe gehörten ab 1951 zu den Stammbetrieben des Kombinates Fortschritt Landmaschinen.

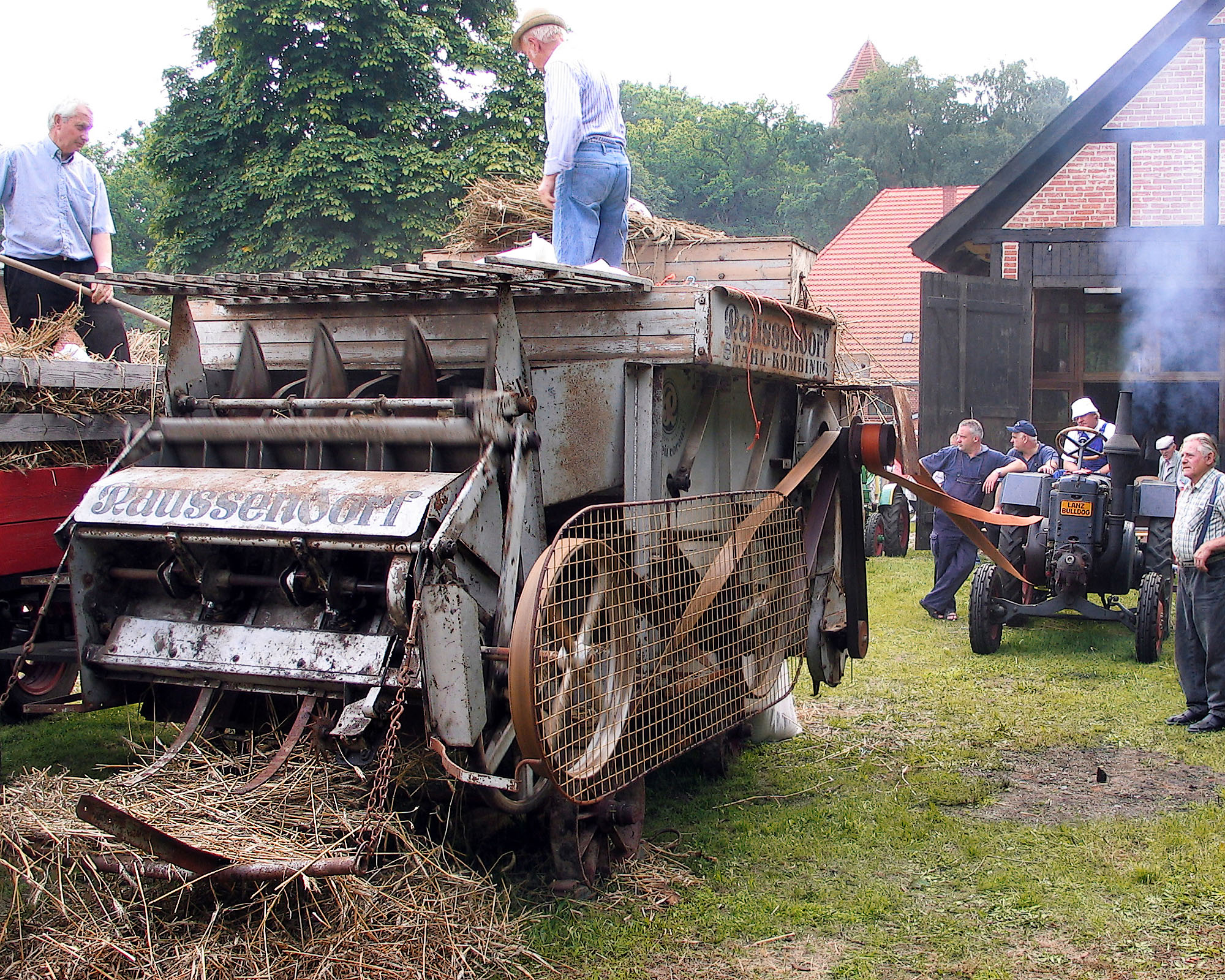
Stationäre Raussendorf-Dreschmaschine mit Transmission

Ursprung des Betriebes in Singwitz war die Landmaschinenfabrik Raussendorf, die 1856 in Kleinboblitz bei Obergurig gegründet und 1928 unter Hermann Raussendorf ins nahegelegene Singwitz verlagert wurde. Dort hatte man eine ehemalige Papierfabrik übernommen und zu einem Landmaschinenbetrieb ausgebaut, der in den 1930er Jahren jährlich bis zu 1.000 Dreschmaschinen und 6.000 Strohpressen produziert hat. Die Beteiligung an der Rüstungsproduktion im Zweiten Weltkrieg hatte die Enteignung und Demontage des Betriebes im Jahr 1946 zur Folge. Aus den Resten entstand 1948 der Volkseigene Betrieb (VEB) „Kombinus“-Dreschmaschinenbau, der zunächst die Produktion der traditionsreichen Erzeugnisse wieder aufnahm.
In Bischofswerda war es die Firma Knauthe, die in den 1930er Jahren mit der Produktion einfacher Landmaschinen begonnen hatte. Auch dieser Betrieb wurde nach dem Krieg enteignet und demontiert, bevor er als Volkseigener Betrieb unter dem Namen Landmaschinenfabrik Bischofswerda wieder mit einer Produktion beginnen konnte.
Beide Betriebe wurden in den 1950er und 1960er Jahren im Rahmen des Kombinates Fortschritt erweitert und profiliert. Dabei wurden vor allem dem Betrieb Bischofswerda mehrere kleinere Betriebe in der Region zugeordnet, darunter im Jahre 1970 die ehemalige Koffer- und Lederwarenfabrik in Neukirch, die bereits 1961 zum Kombinat Fortschritt gekommen und für die Produktion von Mähwerksteilen umprofiliert worden war. 

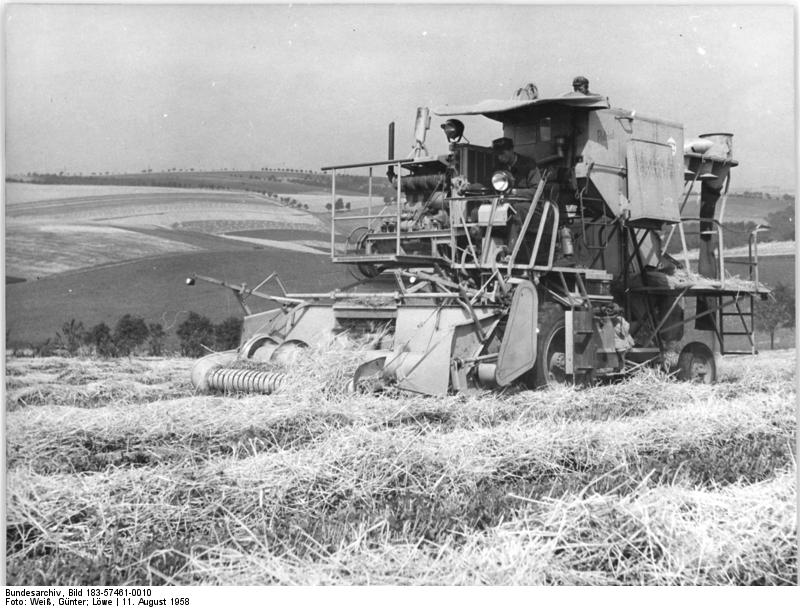
Mähdrescher E 175 des Weimar-Werks

In Verbindung mit der Spezialisierung der Landmaschinenbetriebe der DDR wurde Ende der 1950er Jahre die Mähdrescherfertigung vom Weimar-Werk nach Singwitz verlagert. In Bischofswerda wurden zunächst Strohpressen und Heuwerbemaschinen produziert. Die Strohpressenproduktion kam zu Beginn der 1960er Jahre nach Neustadt in Sachsen. In der Folgezeit wurde der Betrieb Bischofswerda für die Produktion von Großbaugruppen ausgerichtet, die für die Finalproduktion in Neustadt und Singwitz geliefert wurden, darunter auch die Schneidwerke für die selbstfahrenden Schwadmäher aus Neustadt. Mit der starken Erweiterung der Mähdrescherproduktion übernahm der Betrieb Bischofswerda 1983 von Singwitz die Finalproduktion der verbesserten Großmähdrescher (Typ E 516B und später auch des nochmals modifizierten E 517).
Im Rahmen des Kombinates Fortschritt hatten beide Betriebe bis zu Beginn der 1980er Jahre den Status von Produktionsbereichen. Die übrigen Funktionen von der Erzeugnisentwicklung bis zum Vertrieb waren in der Kombinatsleitung angesiedelt. Erst 1982 erfolgte die Ausstattung mit den für einen Betrieb notwendigen Funktionen. Durch die enge Verflechtung beider Betriebe im Rahmen der Erzeugnislinie Mähdrescher fand dann wenig später der Zusammenschluss zum Mähdrescherwerk Bischofswerda/Singwitz statt. 
Dieses Unternehmen hatte Ende der 1980er Jahre einen Umsatz von fast 1.300 Mio. DDR-Mark und etwa 6.900 Beschäftigte. Davon waren etwa 3.300 im Werk Bischofswerda und etwa 2.300 im Werk Singwitz tätig. Dazu kamen Betriebsteile in Neukirch und Bautzen mit insgesamt mehr als 1.000 Beschäftigten sowie zwei Betriebsteile in Freiberg mit insgesamt etwa 350 Beschäftigten. 
Ursprung eines der beiden Betriebsteile in Freiberg war die 1868 gegründete Ernst Grumbach & Sohn AG. Bei der letzten großen Verstaatlichungswelle in der DDR war dieses Unternehmen 1972 in Volkseigentum überführt und dem Kombinat Fortschritt zugeordnet worden. Das Erzeugnisprogramm dieses Betriebes mit dem Schwerpunkt Stationärhäcksler wurde weitergeführt.
1990 kam das Unternehmen als Mähdrescherwerke AG in Treuhandverwaltung. Im Ergebnis mehrerer Privatisierungsversuche entstand schließlich 1995 in Singwitz unter Beteiligung von Hege Hohebuch die MDW Mähdrescherwerke GmbH, die die Entwicklung und Produktion von Mähdreschern fortsetzte. Alle übrigen Standorte wurden liquidiert. 1997 übernahm Case IH von der Mähdrescherwerke GmbH die Rechte an diesem Mähdrescherprogramm und führte die weitere Entwicklung und ab 1999 auch die Produktion dieser Mähdrescher in der CASE Harvesting Systems GmbH in Neustadt in Sachsen (ehemals Fortschritt Erntemaschinen GmbH) durch. Die Mähdrescherwerke GmbH setzt seit dieser Zeit ihre Aktivitäten bei der Entwicklung, Produktion und Vermarktung von Mähdreschern in Verbindung mit der 2004 gegründeten Hemas Hege Erntemaschinen Singwitz GmbH fort.

## Erzeugnisse

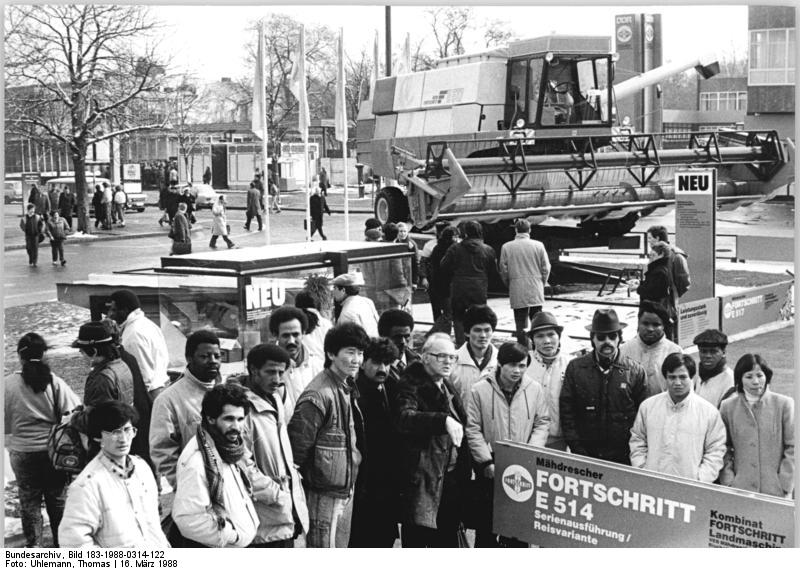
Fortschritt-Landmaschinen auf der Leipziger Frühjahrsmesse 1988: Im Hintergrund der neue Mähdrescher E 517.

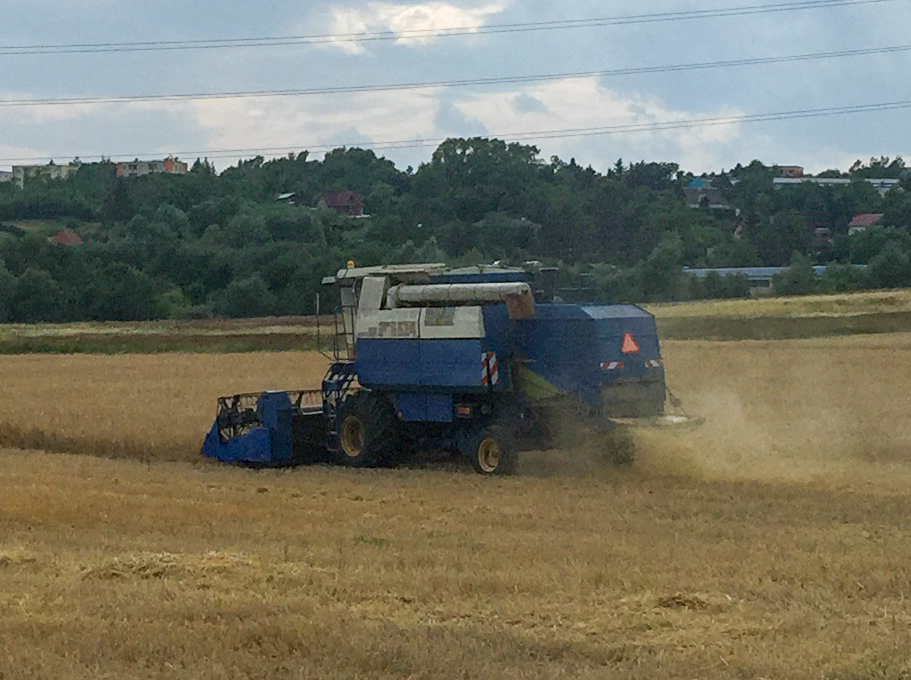
Fortschritt E 524

Nach dem Zweiten Weltkrieg wurde zunächst mit der Wiederaufnahme der Erzeugnislinien der Firma Raussendorf in Singwitz und der Firma Knauthe in Bischofswerda begonnen. Das waren vor allem Dreschmaschinen, Strohpressen und Jauchepumpen. Daran knüpften die Weiter- und Eigenentwicklungen der 1950er Jahre an, zu denen gehörten mehrere Typen Dreschmaschinen und Strohpressen, darunter die Stahlausführung K 117 mit Ferneinleger und Strohpresse sowie Tränkebecken, Jauchepumpen und Entmistungsanlagen. 
Die exakte Zuordnung der folgenden Neuentwicklungen ist insbesondere bei den Betrieben Erntemaschinen Bischofswerda und Erntemaschinen Neustadt in Sachsen nur bedingt möglich. Bereits ab Ende der 1950er Jahre wurde der Betrieb Bischofswerda für die Produktion von kleinen Erzeugnissen und Baugruppen profiliert, während die Finalproduktion in Neustadt in Sachsen und Singwitz erfolgte. Ab diesem Zeitpunkt war auch die Erzeugnisentwicklung der Fortschritt-Betriebe in einer zentralisierten Einheit zusammengefasst. Unter diesen Gegebenheiten werden die Erzeugnisse des Betriebes Bischofswerda in dieser Zeit beim Betrieb Fortschritt Erntemaschinen Neustadt in Sachsen genannt und an dieser Stelle nur auf Erzeugnisse der Produktlinie Mähdrescher Bezug genommen.
Dazu gehören:
- Mähdrescher E 175 und weitere Typen dieser Baureihe (ab 1960 in Singwitz), die auf der Grundlage einer Lizenz aus der UdSSR im Mähdrescherwerk Weimar entwickelt und dort auch bis 1962 produziert wurden
- Mähdrescher E 512 (ab 1968) als erster moderner Mähdrescher hoher Leistung
- Mähdrescher E 516 (ab 1976) und Nachfolgetyp E 517 (ab 1988) leiten den Schritt zum Großmähdrescher ein
- Mähdrescher E 514 (ab 1983) als Weiterentwicklung des Typs E 512
- Mähdrescher E 524 als erstes Modell einer neuen Baureihe (ab 1988)

Von diesen Erzeugnissen wurden bis einschließlich 1989 mehr als 100.000 Stück produziert.
Ab Mitte der 1970er Jahre wurden im Betriebsteil Neukirch Fahrräder produziert.
Die folgenden Erzeugnisse der MDW Mähdrescher GmbH in den 1990er Jahren knüpften an das Fortschritt-Baureihenkonzept der Mähdrescher E 514 und E 524 an. Als weiterentwickelte Typen wurden gefertigt: 
- Mähdrescher ERNTEMEISTER 514    (ab 1990)
- Mähdrescher ERNTEMEISTER 514S   (ab 1991)
- Mähdrescher ERNTEMEISTER 524    (ab 1992)
- Mähdrescher ERNTEMEISTER 525    (ab 1992)
- Mähdrescher ERNTEMEISTER 525H   (ab 1993)
- Mähdrescher ERNTEMEISTER 527    (ab 1993)
- Mähdrescher ERNTEMEISTER 527STS (ab 1994)
- Mähdrescher ERNTEMEISTER 521    (ab 1995) als Weiterentwicklung des E 514

Eine besondere Innovation war der Mähdrescher Arcus 2500, der 1997 auf der Agritechnica mit einer Goldmedaille ausgezeichnet wurde. Das völlig neue Dresch- und Fahrzeugkonzept dieses Mähdreschers ermöglichte hohe Leistungen mit kleinem Bauraum. Eine Serienproduktion war durch die in diese Zeit fallenden Übernahmeaktivitäten der Firma CASE IH nicht realisierbar.